# Puig-l'agulla de Sant Julià de Vilatorta
Puig-l'agulla de Sant Julià de Vilatorta és una obra del municipi de Sant Julià de Vilatorta (Osona) inclosa en l'Inventari del Patrimoni Arquitectònic de Catalunya.

## Descripció
Es tracta d'una capella amb una nau única orientada de llevant a ponent. La nau està dividida en quatre trams. Als peus hi ha el cor, al següent tram s'obren dues capelles laterals cobertes amb volta de canó, i al tercer tram s'obre una capella amb coberta de mitja esfera. Al centre de la nau hi ha una cúpula amb dues entrades de llum pels laterals. Al tram següent hi ha l'altar i unes escales que donen accés al cambril de la Verge, situada a sota d'un baldaquí. La imatge de la Verge de Puiglagulla és una rèplica del segle XX de la que hi havia. A la capella esquerra hi ha l'altar del Sant Crucifix, amb pintures del segle XX i el crucifix del segle xviii com també el retaule de Sant Miquel dels Sants del segle xix. A la capella dreta trobem un retaule de Sant Segimon del segle xvii, un retaule de Sant Ramón Nonat del segle XIX-XX. Exteriorment l'absis és peraltat i presenta decoracions d'estuc a l'arrencada de la volta. El portal és rectangular i està emmarcat per pedra picada i diverses decoracions, entre les quals hi ha una fornícula amb la Verge. A sobre hi ha un òcul amb vitralls. A la part esquerra de la façana (Nord-oest), s'eleva un campanar de torre amb quatre finestres d'arc de mig punt, resseguides per un trencaaigües. El ràfec és decorat i la teulada, a quatre vessants, és vidriada. L'estat de conservació és bo.
La portalada de l'ermita és un portal d'arc carpanell molt rebaixat amb porta de vidre i ferro forjat. El portal és emmarcat per una forma rectangular amb unes pilastres llises adossades al mateix marc. Al damunt hi ha un trencaaigües amb motllures damunt el qual descansen uns lleons d'embalum exempt i perfectament simètrics i a la paret hi ha dos baixos relleus encastats al mur, els quals presenten decoracions florals. Al centre de la llinda del portal s'hi obre una fornícula que abriga una imatge de la Verge, d'embalum rodó i feta en pedra blanca. Als extrems de l'emmarcament del portal hi ha dos escuts, el de l'esquerre està rodejat per unes formes soguejades i al mig hi ha dotze cercles que sobresurten. El de la dreta és d'estructura més complexa, presenta diversos registres però hi trobem també els elements característics d'aquest temple de la parròquia de Vila-lleons: els lleons.
Tots els elements esmentats són de pedra picada de color grisós, llevat dels lleons exempts que són de ceràmica vidriada de color marró.

## Història

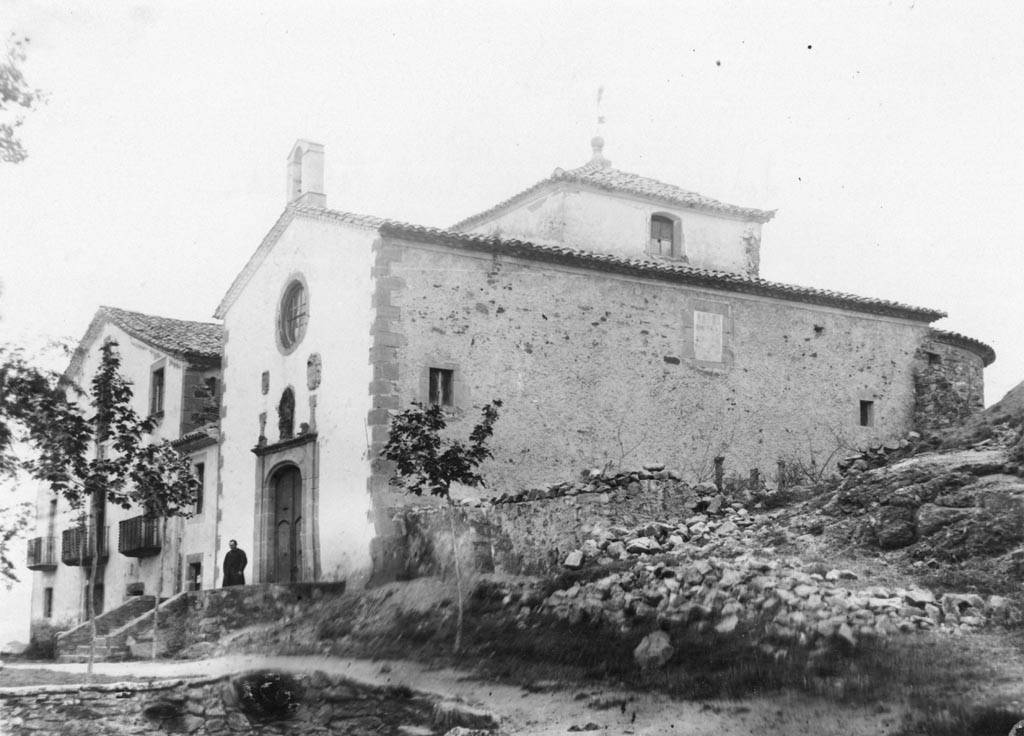
Església del Santuari, entre 1910 i 1936)

Al cim de Montagut o Puig-l'agulla (810 m d'altitud) hi havia hagut un petit pedronet amb la imatge de la Mare de Déu que, segons conta la llegenda, fou trobada per Ramon Ferrer i uns lleons, llegenda documentada des del segle xv. L'ermita fou devastada per les tropes franceses l'any 1654 i anys més tard es feren actes de desgravi per tota la Plana. Pel març de 1661 el rector de la parròquia de Vilalleons s'adreçà al senyor del mas la Sala per a demanar-li que concedís un terreny per a edificar-hi la capella. Li ho concedí i el 1673 la capella era beneïda. Al segle següent els fidels devots de la verge es proposen de refer-lo. El bisbe Fra Bartomeu Sarmentero i Joan Llopart de Malla en foren els principals impulsors, així que l'any 1775, un any després d'iniciades les obres, s'inaugura el nou temple amb una festa molt solemne. El cost total fou de 2208 lliures, 6 sous i 6 diners.
L'any 1883 es construeix el cambril, essent bisbe el Dr. Morgades i mestre d'obres en J. A. Toner.
El campanar es va bastir l'any 1897. El responsable fou el mestre d'obres de Sant Julià, Joan Riera. Més tard fou malmès per un llamp i es va reconstruir. La guerra del 1936 també perjudicà la capella i li feu perdre algun dels antics retaules.
La portalada del temple correspon a la reforma obrada al s.XVIII, com indica el portal datat del 1775. El portal de ferro és fruit d'una reforma posterior i el trobem datat el 1851 i el 1973.
Segons ens consta en el llibre de Fortià Solà, la imatge de la Verge ve a substituir-ne una d'anterior, la qual fou malmesa per un llamp. Els escuts de pedra són fets pel mestre Josep Moretó, pertanyen al bisbe Sarmentero, el de l'esquerra; i a la casa de Sentmenat, el de la dreta, que duu també la insígnia heràldica de les cases Clariana, Munter, Seva, Boixadors..., segurament totes les cases que varen participar en les despeses ocasionades per la reforma del temple.
Josep Moretó, autor dels escuts, que devia pertànyer a la llarga família dels Moretó, mestres d'obres i escultors que treballaven a Vic; però en no tenir el segon cognom no sabem de quin dels mestres d'obres es tractava.